# Alexandre Pétion
Alexandre Sabès Pétion (haiti kreol nyelven Aleksann Petyon, 1770. április 2. – 1818. március 29.) a haiti forradalom egyik vezetője és a Jean-Jacques Dessalines halála után kettészakadt ország déli felének köztársasági elnöke.

## Ifjúsága
Alexandre Pétion 1770-ben született Port-au-Prince városában, Saint-Domingue (a későbbi Haiti) francia gyarmaton. Apja gazdag francia birtokos, anyja mulatt nő volt, így Pétion negyedrészt afrikai származású. Apja 1788-ban a párizsi katonai akadémiára küldte tanulni. 
A többi francia gyarmathoz hasonlóan Saint-Domingue-on a félvérek (gens de couleur, "színesek") az uralkodó fehérek és a néger rabszolgák között egy harmadik, átmeneti társadalmi osztályt képeztek. Politikai jogaik ugyan korlátozottak voltak, de földbirtokos apjuktól gyakran kaptak tőkét vagy örökséget, aminek révén sokan iskolázott, tehetős polgárokká váltak. Az 1789-es francia forradalom után a színesek fellázadtak, hogy megkapják a teljes polgárjogot. Ezzel párhuzamosan 1791-ben kitört a fekete rabszolgafelkelés, de a rabszolgaság eltörlését vagy a feketék polgárjogait a legtöbb félvér nem támogatta. 

## A haiti forradalom
Pétion 1798-ban tért vissza hazájába, hogy segítsen a szigetet megszálló britek kiűzésében. A gyarmat nagy részét ekkor a rabszolgafelkelés vezére, Toussaint Louverture uralta. Bár a lakosság 90%-át kitevő feketék célja sok szempontból azonos volt a félvérekével - a brit és spanyol megszállók, valamint a francia gyarmati erők kiűzése - jelentős volt a feszültség a fekete és színes lázadók között. Pétion a konfliktusokban a félvéreket támogatta és 1799 júniusában csatlakozott André Rigaud és Jean-Pierre Boyer lázadásához Louverture ellen. A felkelés gyorsan elbukott, novemberre visszaszorították őket Jacmel kikötőjébe, a következő év márciusában pedig elesett a város is. Pétion és a többi színes vezető Franciaországba menekült. 
Miután Napóleon úgy döntött, hogy visszafoglalja Saint-Domigue-ot, 1802 februárjában jelentős európai erők élén sógorát, Charles Leclercet küldte a gyarmatra. A franciákkal érkezett vissza Pétion, Boyer és Rigaud is. Leclerc gyorsan leverte a fekete felkelőket, Toussaint Louverture-t pedig elfogta és Franciaországba deportálta (ahol hamarosan meghalt börtönében). Louverture alvezérei, Jean-Jacques Dessalines és Henri Christophe is átálltak a franciákhoz. Miután kiderült, hogy a franciák vissza akarják állítani a rabszolgaságot, 1802 őszén Dessalines vezetésével újabb felkelés tört ki, amelyhez Pétion is csatlakozott. A lázadók sikerrel harcoltak a sárgaláztól megtizedelt európai csapatok ellen, 1803 októberében elfoglalták a gyarmat fővárosát, Port-au-Prince-t, Dessalines pedig 1804. január 1-én kikiáltotta Haiti függetlenségét. 1804 őszén Dessalines császárrá koronáztatta magát. 

## Elnökként

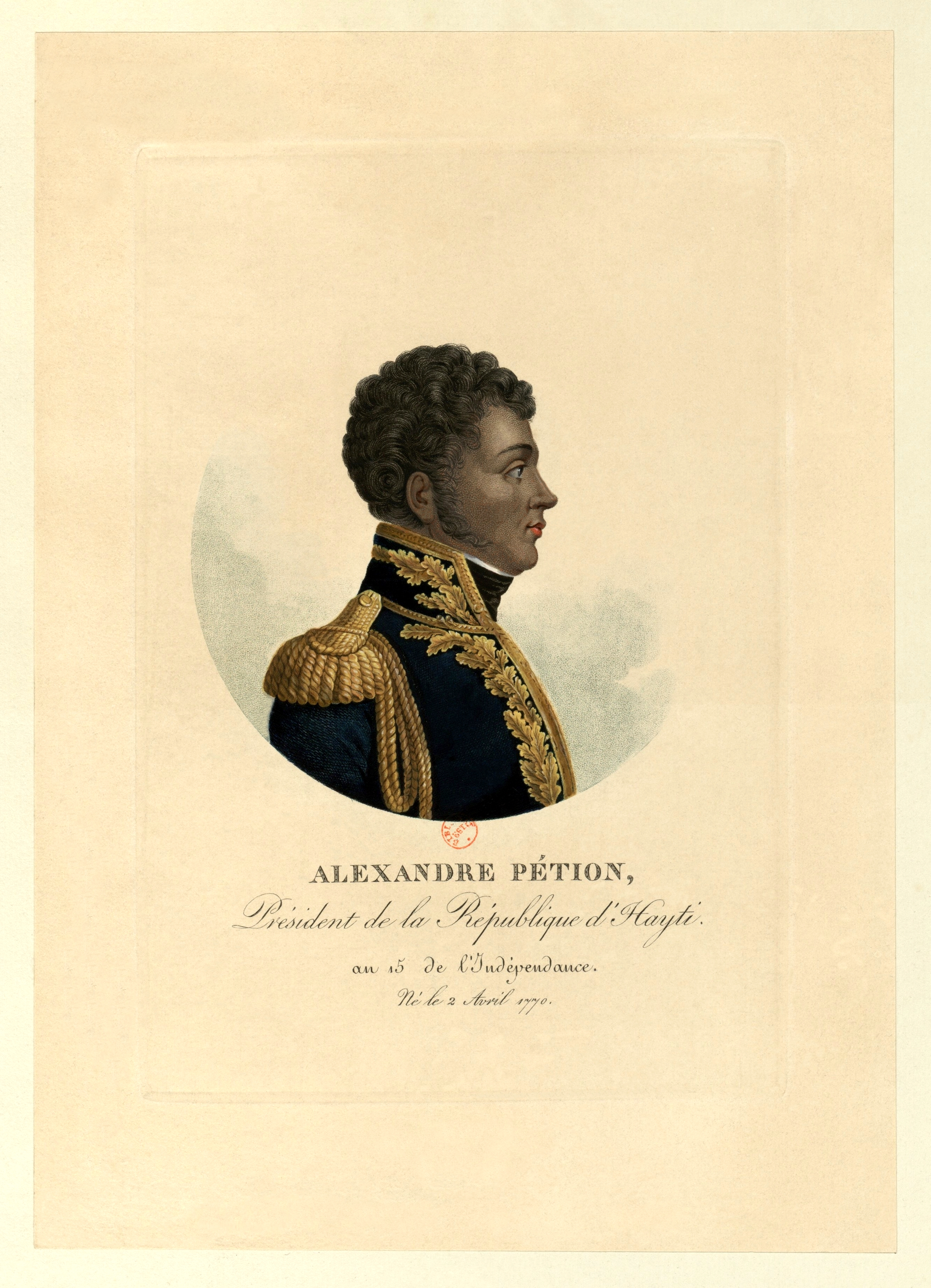
Alexandre Pétion

Dessalines-t 1806. október 17-én egy összeesküvés (melyben lehetséges, hogy Pétion is részt vett) révén meggyilkolták. Az új államfő Henri Christophe lett, de a hatalmi jogosultságok nagy része Pétionhoz került. Kettejük harcának az lett az eredménye, hogy Christophe követőivel együtt az ország északi részére vonult és ott saját kormányzatot hozott létre. A fővárosban Alexandre Pétiont választották meg a köztársaság elnökévé. A két hatalmi centrum küzdelme egészen 1810-ig tartott, amikor a felek kiegyeztek és az országot két részre osztották, a déli Haiti Köztársaságra és az északi Haiti Államra. Utóbbi a következő évben királysággá alakult. 
Pétion sokáig köztársasági eszményeket követett, de idővel elege lett a szenátussal való huzakodásból. 1816-ban örökös elnökké nyilvánította magát, nem sokkal halála előtt pedig, 1818-ban felfüggesztette a törvényhozó testület munkáját.  
Pétion elkobozta a gazdag ültetvényesek birtokait és földet osztott a szegényeknek, emiatt Papa Bon-Cœur (Jószívű Apa) néven emlegették. A kisbirtokosok azonban elsősorban saját maguk ellátására és a helyi piacokra termeltek élelmiszert, így a volt gyarmat fontos exportcikkeinek, a cukornak és kávénak a termelése radikálisan visszaesett. Ennek következtében az állam jövedelmei is éppen csak a túlélésre voltak elegendőek. 
Az oktatás fellendítése céljából megalapította a Lycée Pétion-t Port-au-Prince-ben. Pétion - különösen kezdetben - idealista volt és a szabadság és demokrácia ügyét támogatta. 1815-ben befogadta a dél-amerikai forradalmárt, Simón Bolívart és pénzt és csapatokat bocsátott a rendelkezésére. Politikai ügyekben szeretője, Marie-Madeleine Lachenais tanácsait is megfogadta.
Utódjául a forradalom másik vezérét, a szintén félvér Jean-Pierre Boyert nevezte ki. Miután Pétion 1818. március 29-én sárgalázban meghalt, Boyer vette át az ország irányítását és Henri Christophe 1820-as halála után sikeresen újraegyesítette az országot.

## Emlékezete
- A Port-au-Prince melletti várost, Pétionville-t róla nevezték el.
- Port-au-Prince Champs de Mars városrészében teret neveztek el róla, ahol bronzszobra is áll.
- Jacmelben található a Pétion-Bolivar tér.
- A haiti 500 gourdes-os bankjegyen az ő arcképe látható.
- A 19. század elején épült, Port-au-Prince melletti erőd, Fort Alexandre viseli a nevét.
- A főváros legrégebbi felsőoktatási intézménye, az általa alapított Lycée Pétion is róla kapta a nevét.

## Fordítás
- Ez a szócikk részben vagy egészben  az   Alexandre Pétion című angol Wikipédia-szócikk ezen változatának fordításán alapul.  Az eredeti cikk szerkesztőit annak laptörténete sorolja fel. Ez a jelzés csupán a megfogalmazás eredetét és a szerzői jogokat jelzi, nem szolgál a cikkben szereplő információk forrásmegjelöléseként.